# ۱۸۲۹
۱۸۲۹ (میلادی) هزار و هشتصد  و بیست و نهمین سال تقویم میلادی است.

## زادگان
- ۴ ژانویه – آدولفو آلسینا، حقوقدان و سیاستمدار اهل آرژانتین (د. ۱۸۷۷)
- ۲۶ ژوئیه – اگوست برنارت، سیاست‌مدار و قاضی بلژیکی (د. ۱۹۱۲)
- ۷ سپتامبر – فریدریش آگوست ککیوله، شیمی‌دان آلمانی (د. ۱۸۹۶)
- ۵ اکتبر – چستر آلن آرتور، افسر آمریکایی (د. ۱۸۸۶)

## درگذشتگان
- نیلس هنریک آبل، ریاضیدان نروژی، از پایه گذاران جبر مدرن
- ۱۰ فوریه – لئون دوازدهم، کشیش و دیپلمات ایتالیایی (ز. ۱۷۶۰)
- ۶ آوریل – نیلس هنریک آبل، ریاضی‌دان نروژی (ز. ۱۸۰۲)
- ۱۷ مه – جان جی، سیاست‌مدار، دیپلمات، وکیل، و قاضی آمریکایی (ز. ۱۷۴۵)
- ۲۹ مه – همفری دیوی، شیمی‌دان بریتانیایی (ز. ۱۷۷۸)